# 15329 Sabena
15329 Sabena eller 1993 SN7 är en asteroid i huvudbältet som upptäcktes den 17 september 1993 av den belgiske astronomen Eric W. Elst vid La Silla-observatoriet. Den är uppkallad efter flygbolaget Sabena.
Asteroiden har en diameter på ungefär 7 kilometer.